# غاري نيلسون (مخرج)
غاري نيلسون (بالإنجليزية: Gary Nelson)‏ هو مخرج أمريكي، ولد في يناير 1934 في لوس أنجلوس في الولايات المتحدة.

## وصلات خارجية
- غاري نيلسون على موقع IMDb (الإنجليزية)
- غاري نيلسون على موقع روتن توميتوز (الإنجليزية)
- غاري نيلسون على موقع ألو سيني (الفرنسية)
- غاري نيلسون على موقع تيرنر كلاسيك موفيز (الإنجليزية)
- غاري نيلسون على موقع أول موفي (الإنجليزية)
- غاري نيلسون على موقع قاعدة بيانات الأفلام السويدية (السويدية)
- غاري نيلسون على موقع قاعدة بيانات الفيلم (الإنجليزية)
- غاري نيلسون على موقع كينوبويسك (الروسية)